# Stångvapen

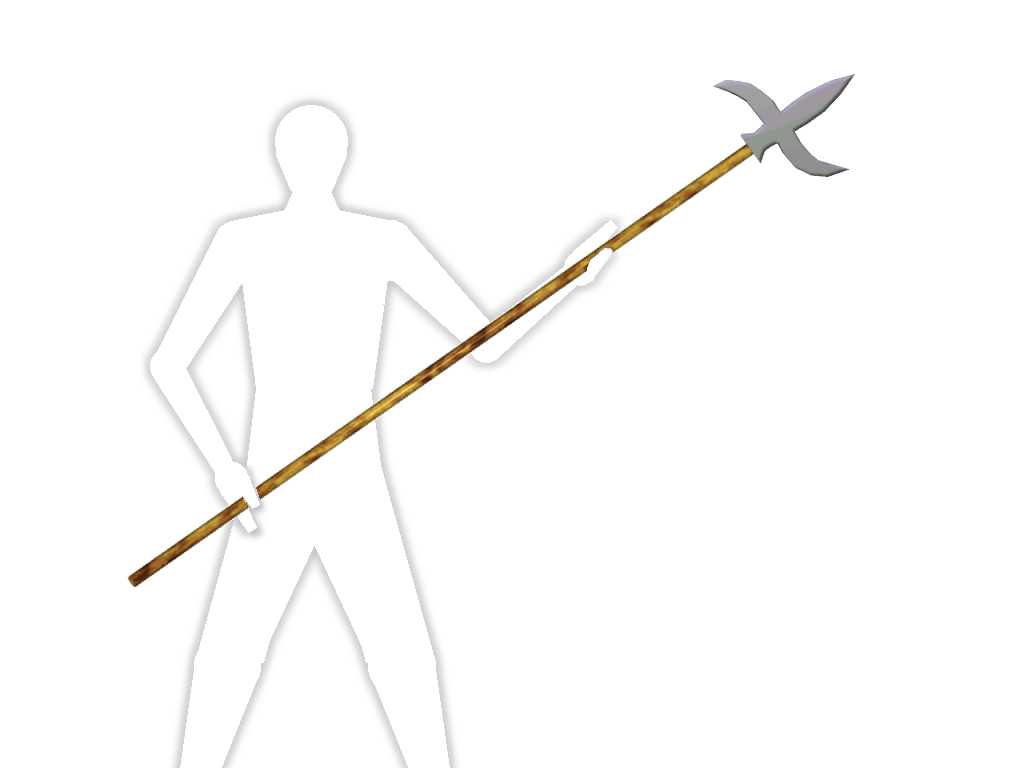
Handhavande av stångvapen

Stångvapen (jämför tyska: Stangenwaffe, ibland "pålvapen" jämför engelska: polearm) är ett gemensamt begrepp för alla stöt-, hugg-, slag- och kastvapen med längre skaft (stångskaft), vanligen längre än den som bär vapnet och främst hanterat med båda händerna, dock med undantag, såsom lansar. Gränsen för stångvapen varierar historiskt men en generell gräns kan dras mellan brandyxa (70–90 cm) och långyxa (90–120 cm) eftersom enbart den senare ses som ett stångvapen. Stångvapen är i första hand avsedda för strid till fots, men förekommer även vid rytteriet.
Ur det enklaste stångvapnet spjutet, som var ett både stöt- och kastvapen, utvecklades på 1100-talet lansen och på 1400-talet piken. Under medeltiden uppträdde spikklubban, skäggyxan och det förenade stöt- och huggvapnet hillebarden som på 1500-talet åtföljdes av ett stort antal varianter, bland annat bardisanen och spontonen.

## Stångvapen

### Huggvapen
- atgeirsstaf ("atgerestav")
- fauchard(en)
- glav

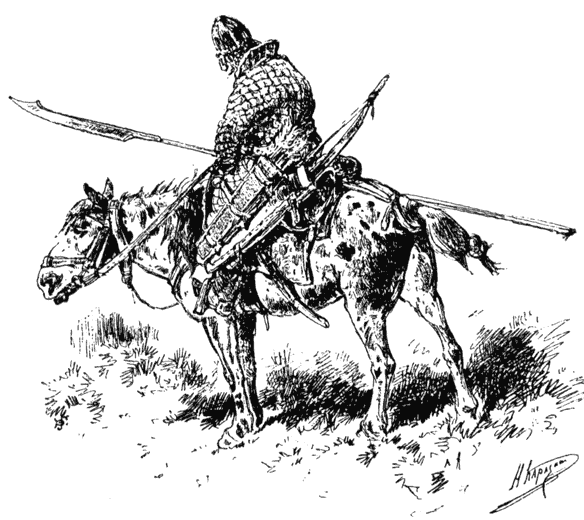
Senmedeltida rysk ryttare med en en.

- guandao(en) (kinesiska: 偃月刀, yǎnyuèdāo, "bakfallande månklinga")
- guisarme(en)
- hillebard / spjutyxa
- huggspjut (fornnordiska: hǫggspjót)
- långyxa / bredyxa
- naginata (japanska: 薙刀, "mejningssvärd")
- pålyxa
- rogatiny(ru) (ryska: рогатины)
- sovnja(en) (ryska: совня)
- stavsvärd (fornsvenska: stafsvärdh, forndanska: stavsværd)
- stormlie(en) (tyska: sturmsense)
- stridslie(en) (tyska: kriegssense)

### Kastvapen

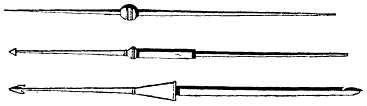
Olika former av pilum kastspjut.

- assegaj
- harpun
- jaculum
- kastspjut
- javelin (gavelin)
- pilum

### Slagvapen

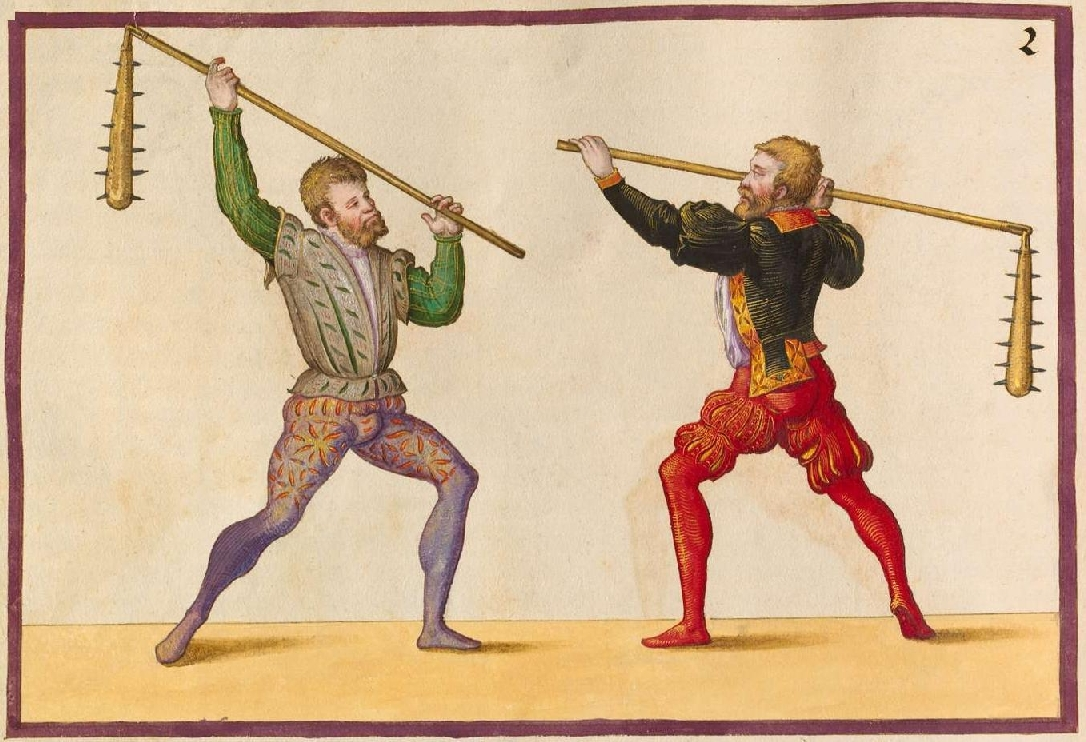
Renässansperiodisk stridsmanual över stridsslagor.

- stridsslaga
- japanska stavvapen (Bō)
  - långstav (Chōbō)
  - käppstav (Jō)
- kampstav
- kanabō(en)

### Stötvapen
- atgeir(en) ("åtgere", "motspjut")
- bardisan (partisan, knävelspjut)[3]
- broddspjut

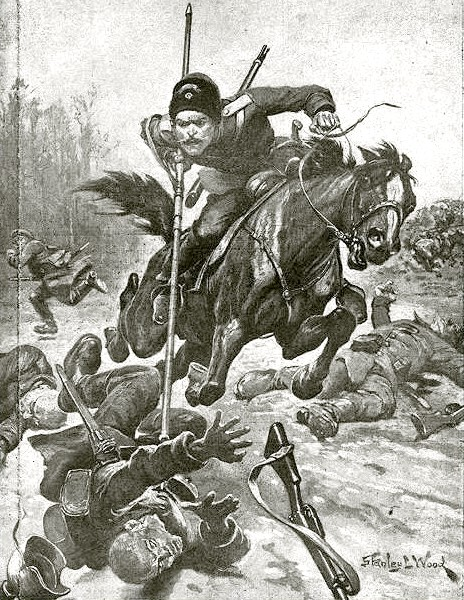
Kosack-kavallerist som spetsar en tysk soldat under första världskriget.

- burtstång (burtstǫng, "brottstång", "tornerstång", "duststång")
- fjäderspjut[4]
- hasta
- lans
- pik
- sarissa
- spjut (gere, geirr)
- sponton (halvpik)
- stötspjut (stickspjut)
- treudd
- tveudd
- väktarsax (brandvaktsax, nattväktarsax, bygel)
- yari
- änterhake